# 무안군·신안군
무안군·신안군은 대한민국의 옛 국회의원 선거구이다. 당시 전라남도 무안군, 신안군 지역을 관할했다.

## 역사
제16대 국회의원 선거를 앞두고 선거구 개편이 일어나면서 무안군과 신안군이 하나의 선거구를 이루게 됨에 따라 신설되었다.
제20대 국회의원 선거를 앞두고 영암군을 편입해 영암군·무안군·신안군 선거구를 이루게 됨에 따라 폐지되었다.

## 역대 국회의원
| 선거   | 정당 | 정당         | 의원   |
| ------ | ---- | ------------ | ------ |
| 2000년 |      | 새천년민주당 | 한화갑 |
| 2004년 |      | 새천년민주당 | 한화갑 |
| 2007년 |      | 민주당       | 김홍업 |
| 2008년 |      | 무소속       | 이윤석 |
| 2012년 |      | 민주통합당   | 이윤석 |

## 역대 선거 결과

### 대한민국 제16대 국회의원 선거
|  | 88.95% |

|  | 9.07% |

|  | 1.96% |

### 대한민국 제17대 국회의원 선거
|  | 57.52% |

|  | 39.61% |

|  | 2.85% |

### 2007년 대한민국 재보궐선거
한화갑 의원의 의원직 상실로 인해 치러진 2007년 대한민국 재보궐선거에서 민주당 김홍업 후보가 당선되었다.

### 대한민국 제18대 국회의원 선거
|  | 30.89% |

|  | 30.22% |

|  | 29.32% |

|  | 5.05% |

|  | 2.82% |

|  | 1.67% |

### 대한민국 제19대 국회의원 선거
|  | 64.38% |

|  | 35.61% |